# تاريخ اليهود في أوكرانيا

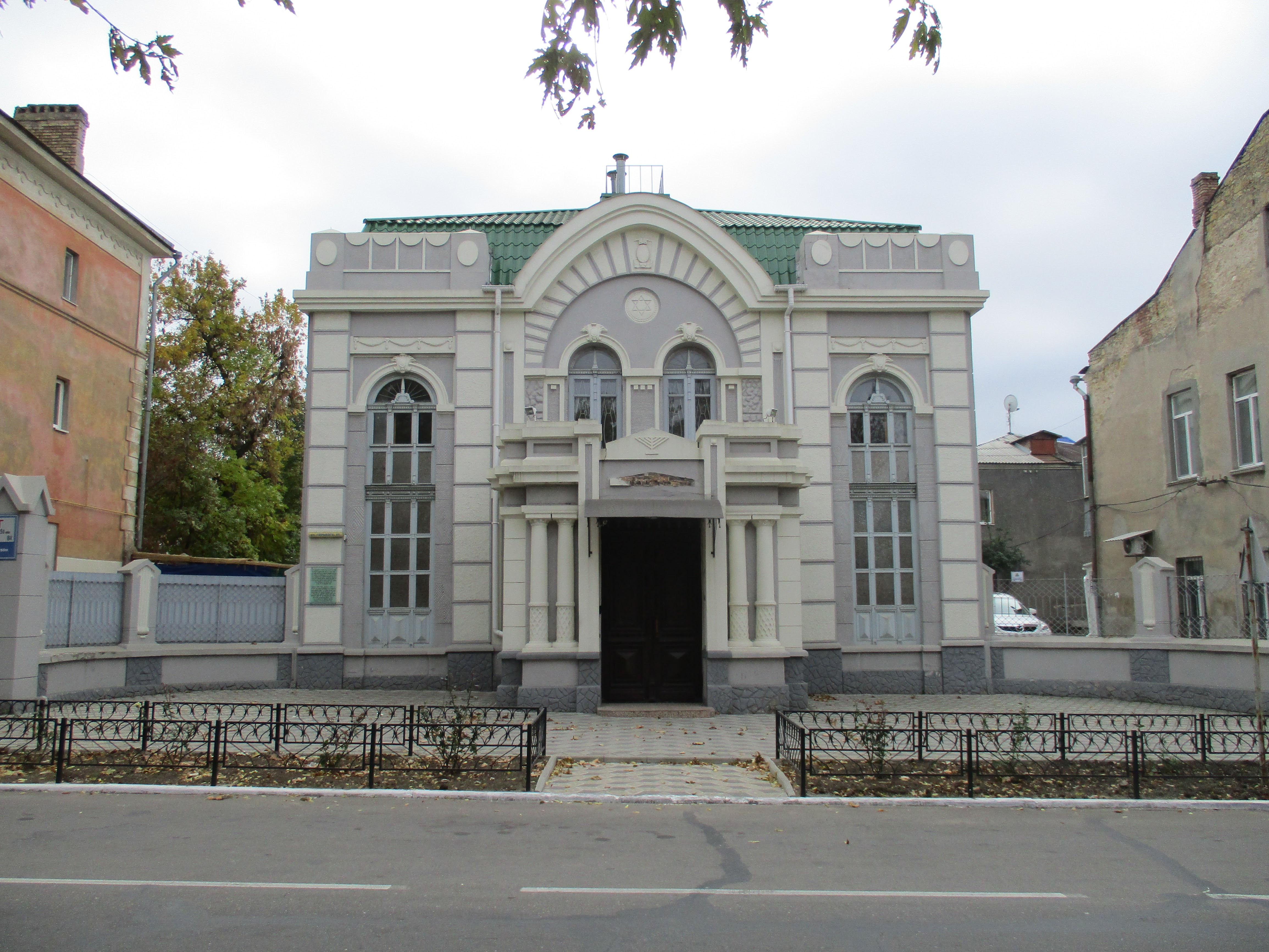
معبد يهودي في أوكرانيًا

يعود تاريخ اليهود في أوكرانيا إلى أكثر من ألف عام، عندما تواجدت المجتمعات اليهودية في أراضي أوكرانيا في زمن كييف روس، في أواخر القرن التاسع حتى منتصف القرن الثالث عشر، وطوروا العديد من التقاليد الدينية والثقافية اليهودية الأكثر تميزًا مثل حركة الحاسيديم. وتشكل الجالية اليهودية في أوكرانيا ثالث أكبر جالية يهودية في أوروبا وخامس أكبر جالية في العالم، وفقًا للمؤتمر اليهودي العالمي.
واجهت الجالية فترات من الاضطهاد والسياسات التمييزية المعادية للسامية، على الرغم من ازدهار ظروفها في بعض الأحيان. كانت اليديشية لغة دولة إلى جانب الأوكرانية والروسية في جمهورية أوكرانيا الشعبية. وأُنشئ الاتحاد القومي اليهودي في ذلك الوقت، ومنح المجتمع اليهودي حق الحكم الذاتي. استُعملت اليديشية على العملة الأوكرانية بين 1917 و1920. وكان ما يقل عن ثلث سكان المناطق الحضرية في أوكرانيا يتألفون من اليهود، الذين مثلوا أكبر أقلية قومية في أوكرانيا قبل الحرب العالمية الثانية. ويتألف اليهود الأوكرانيون من عدد من المجموعات الفرعية، بما في ذلك اليهود الأشكناز ويهود الجبل ويهود بخارى والقريميين ويهود كريمتشاك ويهود جورجيا.
ذُكر اليهود لأول مرة في عام 1030 في أقصى غرب أوكرانيا، حين ذبح جيش من القوزاق وتتار القرم العديد من اليهود والروم الكاثوليك والمسيحيين الموحدين وأسرهم بين 1648 و1649. وتتراوح التقديرات الأخيرة إلى مقتل أو أسر ما بين خمسة عشر ألفًا وثلاثين ألف يهودي، فضلًا عن تدمير 300 مجتمع يهودي بالكامل؛ كما قُتل 14 يهوديًا خلال أعمال الشغب المناهضة لليهود عام 1821 في أوديسا بعد وفاة بطريرك الروم الأرثوذكس في القسطنطينية. تدعي بعض المصادر أن هذه الحادثة كانت البوغروم الأول الذي شهده اليهود، قبل أن تستمر البوغرومات المعادية لهم في بداية القرن العشرين. يمكن رؤية المواقف المعادية للسامية في عدد حالات فرية الدم عندما كانت أوكرانيا جزءًا من الإمبراطورية الروسية في الفترة الممتدة من 1911 إلى 1913. وطردت الحكومة آلاف اليهود من المناطق الحدودية للإمبراطورية في عام 1915.
قُتل ما يقدر بنحو31,071 يهوديًا بين 1918 و1920 خلال الثورة الروسية عام 1917 وما تلاها من الحرب الأهلية الروسية. استمر ارتكاب المذابح على الأراضي الأوكرانية أثناء قيام جمهورية أوكرانيا الشعبية بين 1917 و1921؛ تراوح عدد القتلى اليهود المدنيين في أوكرانيا خلال هذه الفترة ما بين 35 و50 ألفًا. اندلعت البوغرومات في يناير 1919 في مقاطعة فولينيا الشمالية الغربية، وانتشرت إلى العديد من المناطق الأخرى في أوكرانيا؛ واستمرت البوغرومات الضخمة حتى عام 1921. وكانت تصرفات الحكومة السوفيتية سببًا في تزايد معاداة السامية في المنطقة بحلول عام 1927.
يقدر إجمالي الخسائر المدنية خلال الحرب العالمية الثانية والاحتلال الألماني لأوكرانيا بنحو سبعة ملايين نسمة، بما في ذلك أكثر من مليون يهودي قتلوا بالرصاص على يد وحدات القتل المتنقلة أينزاتسغروبن، والعديد من أنصارهم الأوكرانيين المحليين في الجزء الغربي من أوكرانيا. تواجد 840 ألف يهودي في أوكرانيا في عام 1959، بانخفاض يقارب 70٪ عن عام 1941، داخل حدود أوكرانيا الحالية؛ كما انخفض عدد السكان اليهود في أوكرانيا بشكل ملحوظ خلال الحرب الباردة. كان عدد السكان اليهود في أوكرانيا في عام 1989 أكثر بقليل من نصف ما كان عليه قبل ثلاثين عامًا، أي في عام 1959. غادرت غالبية اليهود الذين بقوا في أوكرانيا عام 1989 وانتقلوا إلى بلدان أخرى، معظمهم إلى إسرائيل، في تسعينيات القرن الماضي، أثناء وبعد انهيار الشيوعية. ما تزال الكتابات المعادية للسامية على الجدران والعنف ضد اليهود مشكلةً في أوكرانيا.

## كييف روس
كان لليهود البيزنطيين في القسطنطينية روابط عائلية وثقافية ولاهوتية مع يهود كييف بحلول القرن الحادي عشر. على سبيل المثال، شارك بعض يهود القرن الحادي عشر من كييف روس في تجمع مناهض لليهوديين القرائيين عُقد إما في سالونيك أو في القسطنطينية. وكانت إحدى بوابات مدينة كييف الثلاثة في زمن ياروسلاف الحكيم تسمى زيدوفسكي (يهودية).

## غاليسيا فولينيا
ذُكر اليهود لأول مرة في عام 1030 في هاليتشينا (غاليسيا)، أقصى غرب أوكرانيا. وأصبح اليهود رعايا للملوك البولنديين وأقطابهم منذ الجزء الثاني من القرن الرابع عشر. كان عدد السكان اليهود في هاليتشينا وبوكوفينا، وهما جزء من الإمبراطورية النمساوية المجرية، كبيرًا للغاية كانت تشكل 5٪ من السكان اليهود في العالم.

## الكومنولث البولندي الليتواني
اعتُبرت بولندا واحدةً من أكثر البلدان تنوعًا في أوروبا منذ تأسيس مملكة بولندا في القرن العاشر وحتى إنشاء الكومنولث البولندي الليتواني في عام 1569. وأصبحت موطنًا لواحد من أكبر المجتمعات اليهودية وأكثرها حيويةً في العالم. أصبحت الجالية اليهودية في أراضي أوكرانيا في ظل الكومنولث البولندي الليتواني واحدةً من أكبر مجموعات الأقليات الإثنية في أوكرانيا وأقلها.

## الانتفاضة القوقازية
قاد القوزاقي الأوكراني هيتمان بوهدان خميلينتسكي انتفاضة القوزاق، المعروفة باسم انتفاضة شميلنكي بين عامي 1648 و1657، بحجة أن البولنديين باعوهم وقدموهو كعبيد «بين أيدي اليهود الملعونين». وكان يُقدر عدد السكان اليهود في أوكرانيا آنذاك بـ 51325 نسمة. ذبح جيش من القوزاق وتتار القرم العديد من اليهود والروم الكاثوليك والوحدات وأسرهم بين عامي 1648 و1649.
وتتراوح التقديرات الأخيرة بين مقتل وأسر ما يقارب خمسة عشر ألفًا إلى ثلاثين ألف يهودي، فضلًا عن تدمير 300 مجتمع يهودي بالكامل.